# Maglietta
La maglietta è un capo di abbigliamento di stoffa, ma più spesso in tessuto jersey o maglina, senza bottoni e senza colletto, che ricopre il torso di chi la indossa. Può essere confezionata a maniche lunghe o corte, in tessuti naturali, come il cotone, o in fibre sintetiche. Vi sono magliette in tinta unita oppure in fantasia multi-colore.

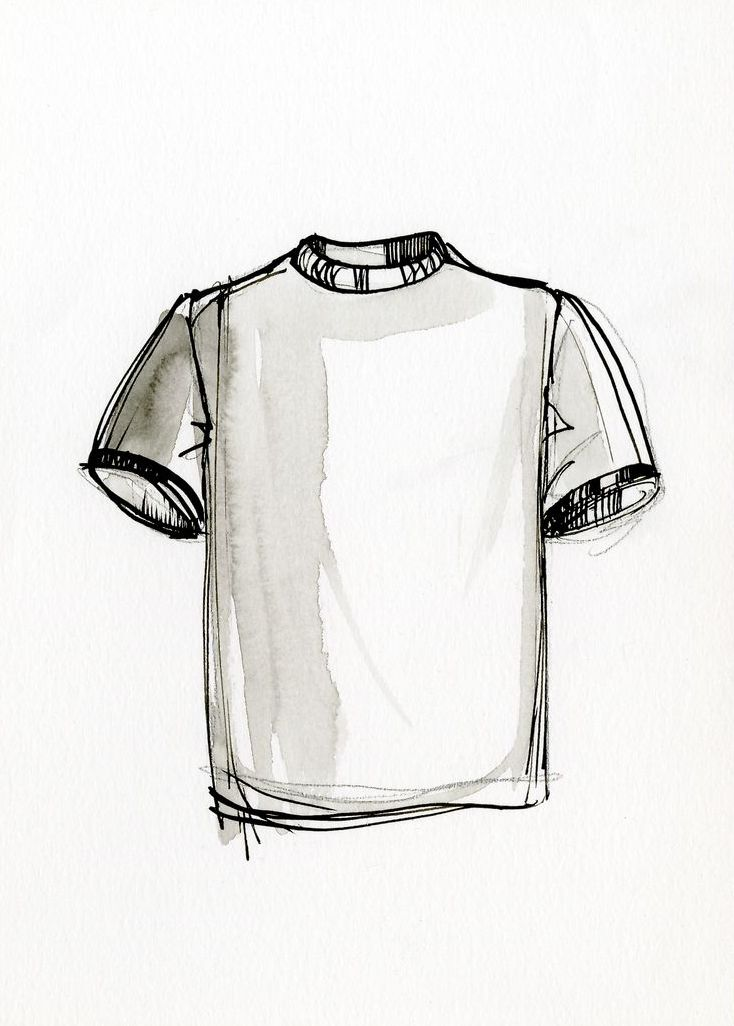
Disegno di una maglietta corta

## Storia

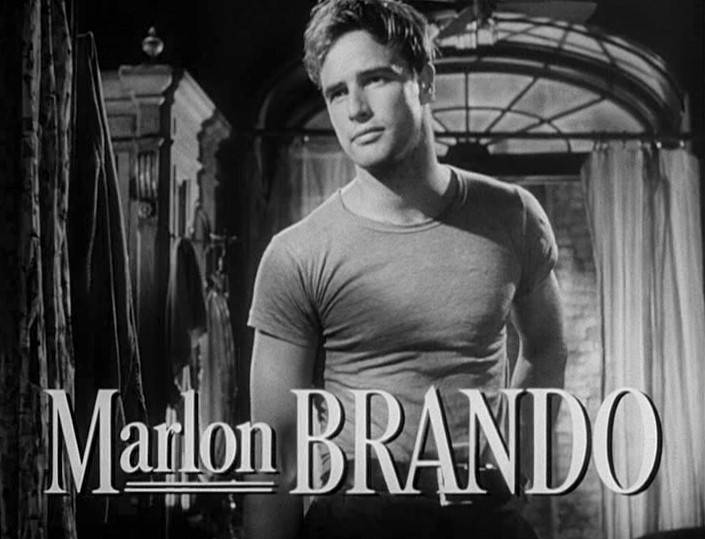
Marlon Brando indossa una maglietta a maniche corte nel film Un tram che si chiama Desiderio

Nonostante sia possibile riscontrare capi di abbigliamento analoghi con maniche di varia lunghezza, già in età antica (presso gli Etruschi) e nel periodo rinascimentale, esempi di indumenti simili a una maglietta si diffusero solamente a partire dal XVIII secolo, come indumenti intimi, e dal XIX secolo come capi da lavoro, vista la comodità e la mancanza del colletto, elemento distintivo di eleganza.
I marinai dell'Ottocento ne indossavano una variante molto vicina al modello contemporaneo, caratterizzata dalle tipiche righe orizzontali.

### La seconda guerra mondiale
Negli anni quaranta le forze armate statunitensi adottarono la maglietta a girocollo come parte della divisa per i propri uomini. L'uso della maglietta si diffuse quindi largamente in Europa durante la seconda guerra mondiale.

### Gli anni cinquanta e il cinema
La diffusione della maglietta come indumento d'abbigliamento, all'infuori dell'utilizzo intimo o da lavoro, si consolidò negli anni cinquanta, quando la moda americana si diffuse nel mondo attraverso il cinema. Attori celebri come James Dean o Marlon Brando indossavano sul grande schermo la tipica maglietta bianca a maniche corte sopra un paio di jeans: da quel momento la maglietta entrò definitivamente nella moda contemporanea.

### LaT-shirt

Una maglietta

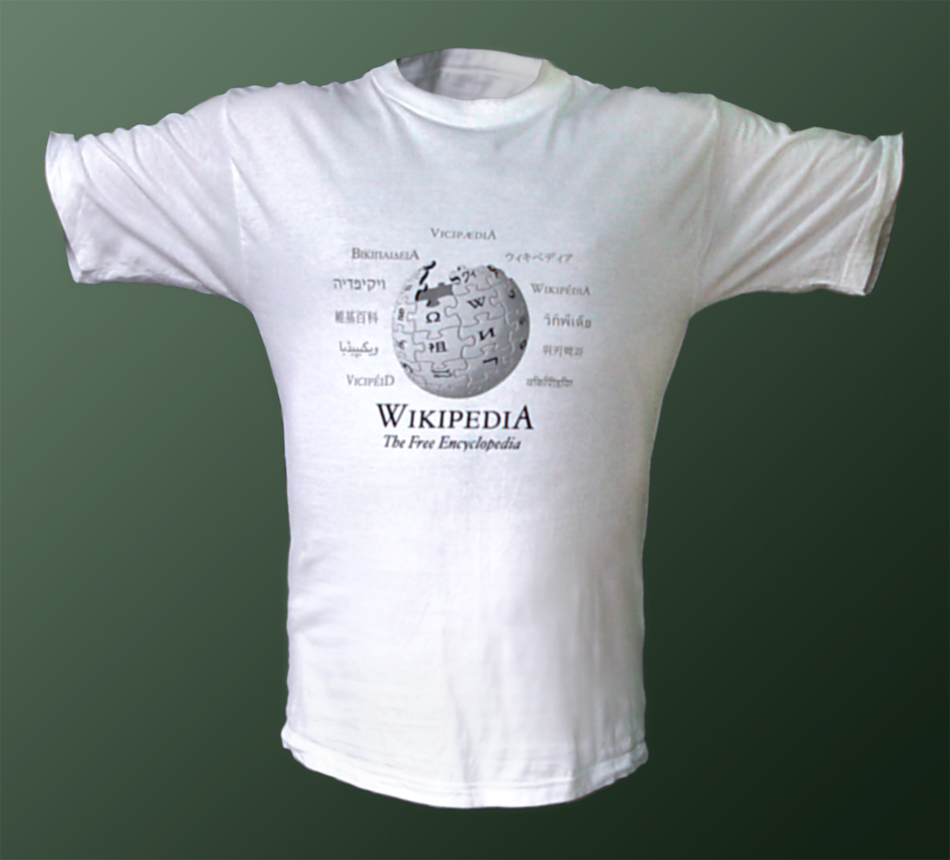
Maglietta "wikipediana"

La T-shirt (letteralmente camicia a T) è la maglietta a maniche corte, girocollo e dal taglio del busto dritto che le conferisce la classica sagoma a forma di "T". Le magliette a maniche corte indossate dai giovani americani ed europei tra gli anni cinquanta e sessanta erano rigorosamente bianche, ma già alla fine degli anni settanta prese piede la moda di indossare magliette colorate (ad esempio divise di squadre di calcio o di football americano).

### Dagli anni ottanta a oggi
Fu negli anni ottanta che la maglietta si impose come capo d'abbigliamento creativo e veicolo comunicativo attraverso fregi e scritte ornamentali: il messaggio trasmesso attraverso le T-shirt assunse le forme e i significati più disparati, ironici (i primi smile comparvero su delle T-shirt), pubblicitari, politici o geografici (ad esempio con nomi di città sulle magliette prodotte dai vari Hard Rock Cafe del mondo).

### La smanicata
Una tipologia di maglietta, usata tipicamente in palestra ma anche come indumento estivo informale, è la maglietta smanicata, che consiste in una t-shirt privata completamente delle maniche, in modo che il bordo dei fori circondi l'attaccatura del braccio.  Può essere girocollo o anche con scollo a "V". Può essere assimilata a un gilet intimo, e si distingue dalla canottiera perché, a differenza di quest'ultima, la maglietta smanicata copre per intero la lunghezza della clavicola.

## Tessuti
I tessuti che vengono utilizzati per realizzare una maglietta sono diversi: il requisito fondamentale è lo spessore contenuto che differenzia la maglietta da altri capi d'abbigliamento. Generalmente si usa la maglina in filato di cotone, a volte la lana o tessuti misti, più raramente le fibre sintetiche.